# 다리우스 1세
다리우스 1세(고대 페르시아어: 𐎭𐎠𐎼𐎹𐎺𐎢𐏁 - Dārayava(h)uš, 페르시아어: داریوش 다리유슈, 기원전 550년경 ~ 기원전 486년경)는 아케메네스 제국의 세 번째 샤한샤이다. 다리우스는 제국을 전성기에 올려 놓았고, 그리스의 일부와 이집트를 차지했다. 제국은 그의 죽음과 아들인 크세르크세스 1세의 즉위 직후인 그리스-페르시아 전쟁과 함께 쇠락하기 시작하였다.
다리우스는 페르시아의 다른 여섯 귀족 가문의 도움으로 약탈자로 알려진 가우마타를 제거함으로써 왕위에 올랐다. 그는 제국 도처에 걸쳐서 일어난 반란들에 직면하였으며, 그때마다 이를 진압하였다. 다리우스의 주요한 사건은 아테네와 에레트리아를 징벌하고 그리스를 병합하기 위해 나선 원정이었다. 그렇지만 그리스를 병합하기 위한 시도는 실패로 끝났다. 다리우스는 메디아 왕국을 침략하여 키루스 2세(=키루스 대제)를 죽였던 이란 계의 부족들인 사카를 공격하고 트라키아와 마케도니아를 정복하여 제국의 판도를 넓혔다.
다리우스는 제국을 여러 주로 나누어 그곳에 지방관이 다스리도록 배치하는 등 국가를 조직하였다. 그는 제국의 표준어로 아람어를 채택함에 따라 새로운 통화 시스템을 조직하였다. 또한 다리우스는 수사, 바빌론, 그리고 이집트를 중심으로 제국에 걸친 건설 계획을 세웠다. 다리우스는 이집트의 법을 정비하기도 하였다. 또한 그는 언덕의 벽면에 베히스툰 비문(=비시툰 비문)을 새겼는데, 이는 현대 언어학에서 중요한 위치를 차지하고 있다고 한다.
jifhua;nugjnafk;lmk'pijj다리우스 1세는 아케메네스 왕조 페르시아의 전성기를 이끈 왕으로 왕의 길이라는 도로를 정비하여 넓은 영토를 효율적으로 다스렸고 왕의 귀, 왕의 눈이라는 총독을 파견했다. 또한 세금을 바치고 지배에 복종하는 정복지 주민들의 법과 종교, 언어의 사용을 인정하는 관용 정책을 펼처 200여년 동안 번영을 누린 뛰어난 인물이라고 생각해서 이 인물을 선정했다.
기원전 522년부터 기원전 486년까지 아케메네스 왕조 페르시아의 왕으로 재위했던 다리우스 1세는 기원전 6세기 중엽 서아시아 지역이 재통일 되었을때 성립된 아케메네스 왕조 페르시아때의 시대적 배경에 살았다. 아케메네스 왕조 시대는 기원전 6세기부터 4세기까지로, 여러 민족이 모인 광대한 제국들이 서로 경쟁하던 시기였다. 아케메네스 왕조 페르시아는 당시 고대 세계에서 가장 강력하고 넓은 영토를 가진 제국 중 하나였다.
다리우스 1세가 남긴 수많은 업적들 가운데 가장 유명한게 왕의 길이다. 무역을 촉진하고 황제의 명령이 빠르게 제국 곳곳에 내려질 수 있도록 만든 길이다. 행정체계인 사트라프 제도를 확립하여 제국을 본격적인 행정체계를 갖춘 대제국으로 탈바꿈시켰다. 그러나 제 구역 안에서는 왕이나 다름없는 사트라프들이었으니 다리우스 1세로서는 이들이 반란을 일으키진 않을까 신경쓰일 수밖에 없어서 추가적으로 왕의 귀, 왕의 눈이라고 불리는 감찰관들을 주기적으로 파견해 사트라프들의 일거수일투족을 철저히 감시토록 만들었다. 경제적으로도 많은 업적을 남겼다. 다리우스 1세 시대 들어서 처음으로 다릭이라는 금화와 시글로스라는 은화를 발행했는데 화폐라는 존재가 도입되면서 페르시아 경제는 이전보다 획기적인 발전을 이룩할 수 있었다. 종교적으로 보면 조로아스터교를 중심으로 한 관용정책을 폈다. 다리우스 1세는 죽을 때까지 조로아스터 최고 대신관직을 유지했지만 타 종교들에게도 관용을 베풀었다.
다리우스 1세는 행정과 경제를 정비하고 제국을 체계적으로 관리한 훌륭한 통치자라고 생각한다. 왜냐하면 많은 총독을 파견해 그들의 큰 권력으로 나라가 혼란스러워질 수 있었지만 감찰관을 보냄으로써 정치적 안정을 이루었기 때문이다. 다양한 종교 문화를 존중한 점에서도 배울 점이 많다고 생각한다. 따라서 그는 단순한 정복자가 아니라 제국을 안정적으로 이끈 리더라고 생각한다.

## 기본 사료

### 페르시아 사료
(=비시툰 비문)
다리우스는 자신의 즉위기간 동안 베히스툰 산(비시툰 산)에 엘람어, 고대 페르시아어, 바빌로니아어 등의 세 가지 언어로 기념 부조를 새겨놓았다. 먼저 이 비문은 다리우스의 족보와 혈맹과 관련된 그의 간략한 일생을 다루고 있다. 또한 키루스 대제의 죽음 이후에 발생한 일련의 사건들에 대해서도 남겨져 있다. 다리우스는 자신이 조로아스터 교의 신인 아후라마즈다의 후광을 받은 정당한 황제라 수 차례 언급하고 있다. 추가적으로, 부분적으로 남아있는 고대 페르시아의 조각들과 로마 시대에 그리스 어로 보존된 다리우스의 편지 등을 포함하여 페르세폴리스에서도 더 많은 글들과 기념비들이 발견되었다.

### 헤로도토스
역사 또는 페르시아 전쟁사의 저자이자 그리스의 역사가인 헤로도토스는 페르시아 전쟁과 페르시아의 여러 황제를 설명한다. 그는 다리우스에 관해 더 많이 기술하고 있다. 다리우스 이야기는 3권의 절반과 4, 5, 6권 전체에서 서술하고 있다. 다리우스 이야기는 찬탈자로 알려진 가우마타를 제거하는 일부터 시작하여 다리우스의 통치 끝까지를 다루고 있다.

### 구약성서
구약성서에는 두명의 다리우스가 나온다.
다리우스 1세 : 구약성서의 에즈라에는 예루살렘에 신전을 재건하는 것을 지시했다고 한다. 신전은 다리우스 6년인 기원전 516년에 완공되었다. 이것은 기원전 586년에 느부갓네살에 의해 신전이 파괴된지 정확하게 70년 후의 일이다. 이리하여 예레미아(예레미야 29:10-14)의 70년 예언이 실현되었다.
느헤미야 12:22의 바사왕 다리우스도 다리우스 1세이다.
메디아사람 다리우스: 구약성서의 다니엘서에는 다리우스에 대해서 메데족속 아하수에로의 아들로서 그가 62세에 통치를 하기 시작했으며, 지방을 다스리기 위해 120인의 태수를 배치했다고 적혀있다. 메디아사람 다리우스라고 표기된다.

## 삶

### 탄생과 유년기
다리우스 1세는 기원전 550년에 히스타스페스의 정자로 태어났다. 히스타스페스는 페르시아 인들의 고향인 파르사 지방의 유력자였다. 다리우스의 베히스툰 비문(비시툰 비문)은 히스타스페스가 기원전 522년 경에 박트리아의 사트라프였다고 적어놓고 있다. 대부분의 역사학자들에게 오류라고 지적받고 있지만, 헤로도토스에 따르면 히스타스페스는 파르사 지방의 사트랍이었다고 한다. 또한 헤로도토스에 따르면 다리우스는 권력을 잡기에 앞서 캄비세스 2세의 이집트 원정에서 창병으로 활동하였다고 한다.

### 집권과정
다리우스가 왕위에 오르는 과정에 대해 두 가지 다른 이야기들이 있다. 하나는 다리우스가 직접 새긴 비시툰 비문에 있으며, 다른 하나는 헤로도토스와 같은 그리스 역사가들의 설명에 있다.
일단 양쪽 기록의 공통적인 부분을 정리해보면 전임 국왕 캄비세스 2세가 동생 바르디아/스메르디스(기록마다 이름이 다르다)를 몰래 살해했는데, 가우마타/스메르디스(죽은사람과 동명이인)라는 사람이 암살당한 동생을 사칭하며 캄비세스 2세에게 반란을 일으켰고 캄비세스는 사망 혹은 패배하여 반란진압에 실패하여 아케메네스 제국은 가우마타가 차지하게 된다. 이후 캄비세스의 측근이었던 다리우스가 역습을 시도해 가우마타를 진압하는데 성공하고 후손이 없던 캄비세스를 뒤이어 아케메네스 제국의 새로운 황제가 된다.

#### 베히스툰 비문
베히스툰 비문에 적혀 있는 다리우스의 설명은 캄비세스 2세가 그의 형제인 바르디야를 죽였는데, 이 살해가 페르시아 사람들 사이에서 알려지지 않았다고 기록하고 있다. 찬탈자로 의심받는 가우마타라는 이름을 가진 사내가 등장하여 사람들에게 자신이 바르디야라고 거짓말하였다. 이에 페르시아 인들은 캄비세스의 통치에 반발하였고, 결국 기원전 522년 3월 11일에 캄비세스가 부재한 사이에 그에 대항하는 반란이 일어났다.
7월 1일, 페르시아 인들은 "바르디야"로서의 가우마타의 지도 하에 들어가기로 결정하였다. 아케메네스 가문의 사람들은 자신들의 목숨을 부지하기 위해 가우마타에 대항하여 들고 일어서지 못하였다. 탄핵받은 캄비세스 2세가 죽을 때까지 그의 창병으로 봉사했던 다리우스는 누군가의 지원을 바랐고, 그는 오타네스, 인트라프레네스, 고브리아스, 히다르네스, 메가비수스, 그리고 아스파티네스와 함께 시카야우바티의 요새에서 가우마타를 살해하였다. 그리고 다리우스가 황제임이 선포되었다.

## 정복활동

### 바빌로니아의 반란
바르디야를 암살하고 나자, 동부 지역을 중심으로 하여 제국 전반에 반란의 분위기가 널리 퍼졌다. 다리우스는 비록 폭력에 의해 얻은 황제의 자리이지만 그 자리를 대외적으로 확인할 준비가 되어 있었고, 따라서 그는 제국 도처에 군대를 파견하여 반란들을 하나씩 차례대로 진압하였다. 느부갓네살 3세에 의한 바빌로니아의 반란은 대군을 이끌고 있었던 오타네스가 없는 틈을 타 발생하였으며, 다리우스는 이를 바빌로니아 인들이 자신을 이용하여 이득을 취하려 한다고 생각하였다. 분노한 다리우스는 남은 군대의 병사들을 모아 바빌론으로 향했다. 바빌론은 다리우스에 대항하기 위해 문을 굳게 잠그고 일련의 방어 시설들을 설치하였다.
다리우스는 반란군의 조롱과 도발을 겪기도 하였다. 이 전투로부터 유명한 말이 나왔는데, 바빌론의 한 사람이 '그래, 노새가 말을 낳을 때가 바로 당신이 우리 도시를 함락시킬 때일 것이오'라고 하였던 것이었다. 약 1년 반 동안, 다리우스는 바빌론을 공략하려는 자신의 군대가 무능하다는 사실에 좌절하고 있었다. 그는 수많은 책략과 전술을 시도하였고, 한 번은 키루스 2세(=키루스 대제)가 처음으로 바빌론을 공략할 때 사용했었던 방법까지도 시도해보았다. 상황은 다리우스에게 유리하게 돌아가게 되었는데, 이 때가 조피루스의 노새 중 한 마리가 말을 낳은 시기였다. 당시에 그것은 매우 큰 기적이었으며 신이 다리우스를 위해 하신 행위라 여겨졌다. 바빌론의 진영에 침투하여 바빌론 사람들의 신뢰를 얻기 위해 계급이 높은 군 장병을 탈영병인 척하게 하는 계획을 수립하였다. 그리고 난 후에, 페르시아 인들은 재빨리 도시를 둘러싸 다리우스가 바빌론을 정복하는 것을 도와준 가장한 바빌론의 장군과 함께 바빌론을 전복시켰다.
다리우스가 왕위에 오를 때 발생한 반란 동안, 혼란을 틈타 이득을 취하고 있던 스키타이 유목민들은 남쪽으로 침투하여 페르시아를 침공하였다. 다리우스는 엘람과 앗시리아, 바빌론에서의 반란을 진압하고 나서, 이란 동부의 침략자들을 마주하기 위해 진군하였다. 다리우스는 침략자를 쫓기 위해 곧 습지에 이르렀으나, 그가 발견한 것은 이제까지 알려졌던 적들이 아니라 큰 모자 때문에 눈에 띠는 알 수 없는 스키타이 부족이었다. 스키타이 인들에 대한 다리우스의 정복 활동은 주로 실패로 끝났지만, 그는 곧 유럽을 향한 다소 무모한 정복 활동에서 더 큰 성공을 거둘 수 있었다.

### 페르시아의 그리스 침공

페르시아의 그리스 침공에 대한 주요 지역을 나타내고 있는 지도

다리우스의 유럽 원정은 그의 치세에 있어서 중요한 사건이었다. 스키타이에 대한 침공을 시작으로, 다리우스는 스키타이와 트라키아, 그리고 북부 에게 해의 많은 도시들을 정복하였으며 마케도니아는 자발적으로 종속하였다. 기원전 510년까지 소아시아 지방에 있던 그리스와 그리스 섬들은 페르시아의 지배에 복종하였다.
그들은 다리우스가 임명한 참주들에 의해 지배받았다.
그럼에도 불구하고 주로 아테네에서 조직화되었던 친 페르시아 계통의 그리스인들도 존재하였다. 이는 그리스와 페르시아의 관계를 개선하였는데, 다리우스는 종종 자신에게 봉사하기를 원하는 그리스 사람들로 하여금 관직을 주기도 하였다. 이 그리스 사람들은 다리우스를 위한 병사나 장인, 정치인, 그리고 선원
으로 종사하였다. 하지만 페르시아 인들에 대한 그리스 인들의 두려움이 점차 심각해지고 이오니아와 리디아 지방의 그리스 사람들이 항상 방해를 놓는 바람에, 앞으로 일어날 페르시아와 그리스 사이의 분쟁의 발판이 되었다.
아리스타고라스가 이오니아의 반란을 꾀하고 있을 때, 에레트리아와 아테네는 그를 지원하기 위해 배를 보내기도 하였으며 사르디스를 불지르기도 하였다. 반란을 진압하기 위한 페르시아 군의 작전은 이오니아와 그리스의 섬들을 다시 확보하는 것으로 종결되었다. 그러나 반 페르시아 집단들이 득세하여 아테네에 집결하였고, 친 페르시아 계의 귀족들은 아테네와 스파르타로부터 추방되었다. 다리우스는 그의 사위가 이끄는 일단의 군대들을 헬레스폰트 해협 건너 파병하는 것으로 대응하였다. 그러나 전투는 트라키아 인들의 농락과 격렬한 폭풍으로 인해 패배하였다.
아테네를 징벌하기로 결심하여, 다리우스는 에레트리아를 정복했던 다티스 하의 2만 명의 장정들로 구성된 두 번째 군대를 파병하였으며, 이들은 마라톤으로 이동하였다. 기원전 490년의 마라톤 전투에서, 9천의명의 아테네 중장보병과 이를 지원하기 위해 나온 600명의 플라타이아이 인들, 그리고 밀티아데스가 이끄는 1만 명의 경보병에 의해 페르시아 군은 패배하였다. 마라톤에서의 패배는 페르시아의 첫 번째 그리스 침공의 끝을 장식하였다.

### 죽음

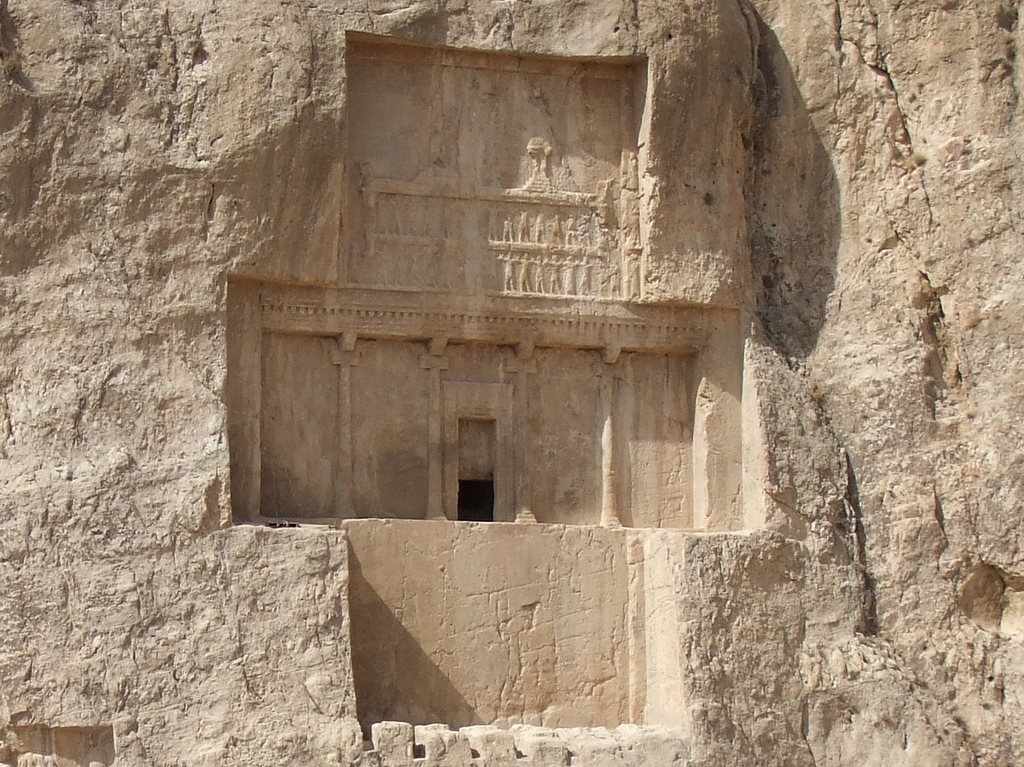
다리우스는 나크쉐 러스탐의 다른 아케메네스 왕조의 황제들 옆에 묻혔다

페르시아 군이 마라톤 전투에서 패배했다는 사실을 알자, 다리우스는 그리스의 도시 국가들을 정벌하기 위한 또 다른 계획을 수립하기 시작하였는데, 이번에는 다티스 대신 자신이 직접 군대를 지휘하려 하였다. 다리우스는 전쟁에 쓸 군함과 군대를 준비하기 위해 3년을 소비하였는데, 이 때 이집트에서 반란이 일어났다. 이 반란은 좋지 않았던 그의 건강을 악화시켰으며, 결국 그리스를 침략하기 위해 또 다른 군대를 파견하려는 노력은 물거품이 되었다. 기원전 486년 10월, 다리우스는 자신이 죽을 것을 대비해 몇 년 전부터 준비해왔던 바위를 깎아 만든 묘실에 방부 처리되어 매장되었다. 다리우스와 아토싸의 장자였던 크세르크세스는 다리우스의 후계자였으며, 왕위를 이어받아 크세르크세스 1세로 즉위하였다.

## 통치

### 조직

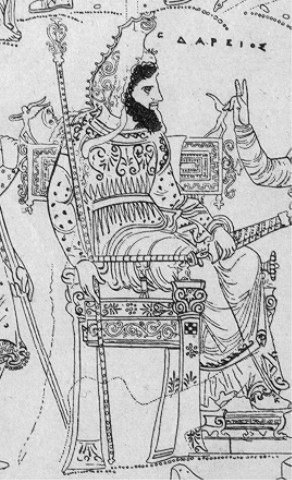
기원전 4세기 경 그리스 화가가 그린 다리우스 1세

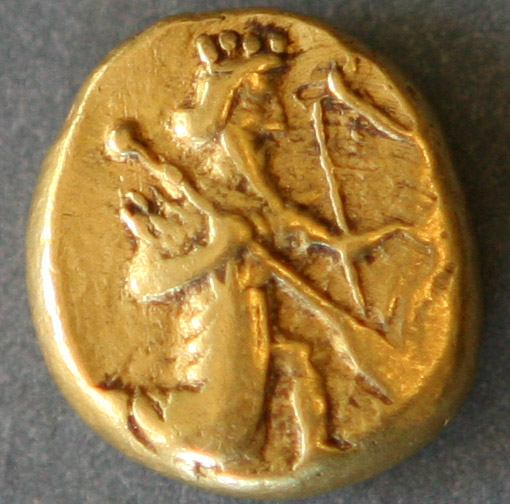
다리우스 대제에 의해 소개된 순도 95.83%를 자랑하는 페르시아 금화

치세 초반에 다리우스는 키루스와 캄비세스로부터 이어져 내려오던 조세 제도를 이용하여 제국을 느슨하게 조직화하려 했다. 이를 위해 다리우스는 사트라피라고 부르는 20개의 주를 설치하여 각각에 사트라프를 파견하였고, 이들은 중앙에 바쳐야 할 특정한 종류의 공물들을 일정량 할당 받았다. 이들과 관련된 목록들은 헤로도토스가 쓴 책에 적혀 있는데, 이오니아부터 시작하여 서쪽부터 동쪽까지의 사트라피들이 적혀있지만 파르사는 여기에서 제외되었는데, 이는 원래 페르시아의 땅이었으며 정복되지 않은 유일한 땅이었기 때문이다. 사트라프들이 은으로 바친 공물들은 바빌론의 화폐로 측정되었고, 금으로 바친 공물들은 에우보이아의 화폐로 측정되었다. 사트라프가 바친 공물 모두는 은화 15,000 이하였다고 한다. 대다수의 사트라프들은 페르시아에 연고를 두고 있었고, 왕실의 사람이거나 여섯 귀족 가문 출신이었다. 이 사트라프들은 개인적으로 다리우스에게 발탁되어 각 지방을 감시하였는데, 이러한 주들은 왕실이나 사트라프들에 의해 선출된 고유의 통치자들이 다스리는 하위 지방단위로 나뉘었다. 공물에 대한 평가는 다리우스가 각 사트라프의 수입과 지출을 평가하는 일련의 기구를 통해 이루어졌다. 한 사람이 너무 많은 권력을 갖는 것을 방지하기 위해, 각 사트라프는 주의 문제들을 관리하고 다리우스와 연락할 수 있는 부하를 거느려야만 했으며, 주의 수입을 보호하는 관리와 군대를 담당하는 일종의 방위 사령관을 두기도 하였다. 더불어 다리우스의 "눈과 귀"였던 왕실 감사들이 각 사트라프들을 마저 점검하였다.
페르세폴리스와 수사, 바빌론은 제국 행정의 중심지였고, 박트리아와 엑바타나, 사르디스, 그리고 멤피스에는 행정을 위한 지부를 두고 있었다. 다리우스는 공영어로 아람어를 채택하였는데, 이는 곧 제국 도처로 확산되었다. 그러나 다리우스는 파르사와 페르시아 인들만이 사용할 수 있는 차별적인 언어 체계를 만들어내도록 학자들은 모았는데, 이를 일러 아리얀이라고 했으며 공식적인 경우에만 사용되었다.

### 경제
기원전 500년 이전에 다리우스는 대략 8그램 정도의 무게를 단위로 하는 은화와 5.40그램 정도의 금화를 기반으로 하고 있는 새로운 통화 시스템을 소개하였다. 금화는 다리우스의 이름을 따라 다라야카(dārayaka)로 불렸다. 무역을 진흥하기 위해 다리우스는 지하에 물길을 뚫어 운하를 건설하였고, 이를 통한 강력한 해군을 가졌다. 그는 나아가 도로망을 개선하였으며 제국 도처로 통하는 길목마다 역을 건설하였는데, 이는 왕과 사트랍 또는 다른 고위 관료들이 여행자들로 하여금 식량 문제를 해결할 수 있는 권한을 부여하는 시스템을 위함이었다.

### 종교
다리우스는 조로아스터 교의 신봉자였으며, 신 아후라 마즈다가 자신에게 페르시아 제국을 통치하도록 사명을 내려줬다고 믿었다. 베히스툰 비문(=비시툰 비문)에는 아후라 마즈다에게 황제로 간택받았다고 기술하고 있다. 다리우스는 이원적인 신념을 갖고 있었으며, 자신의 왕국에서 일어나는 반란들은 아샤의 적인 드루그의 소행이라고 믿었다. 다리우스는 아샤가 있음으로 자신이 정의롭게 살 수 있기 때문에, 아후라 마즈다가 자신을 지지하고 있다고 생각했다. 다리우스의 업적을 기리는 많은 상형 문자 조각들에서 그는 자신을 전 세계를 통치할 신성한 권리를 갖고 있는 독실한 신자라고 표현하고 있다. 페르시아 제국이 정복한 영토에서 다리우스는 키루스가 보여주었으며 나중에 등극할 황제들이 보여줄 아케메네스 왕조의 관용 정책을 똑같이 따라하였다. 그는 다른 종교를 믿는 자들이 자신의 말에 순순히 따르고 평화적인 태도만 보인다면 "이방의" 종교로서 그들을 지지하였고, 때로는 그들의 목적에 따라 자신의 재산을 하사하기도 하였다. 그는 원래 키루스 대제가 하기로 했었던 유태교의 사원의 복구 사업에 금전적으로 지원하였고, 가다타스에게 보내는 그의 편지에서 알 수 있듯이 그리스의 문화에 호의적이었으며, 엘람의 사제들을 지원하였다. 또한 그는 왕위와 관련된 이집트의 종교 의식을 따랐으며 이집트의 신인 아문을 기리는 사원을 짓기도 하였다.

### 건설

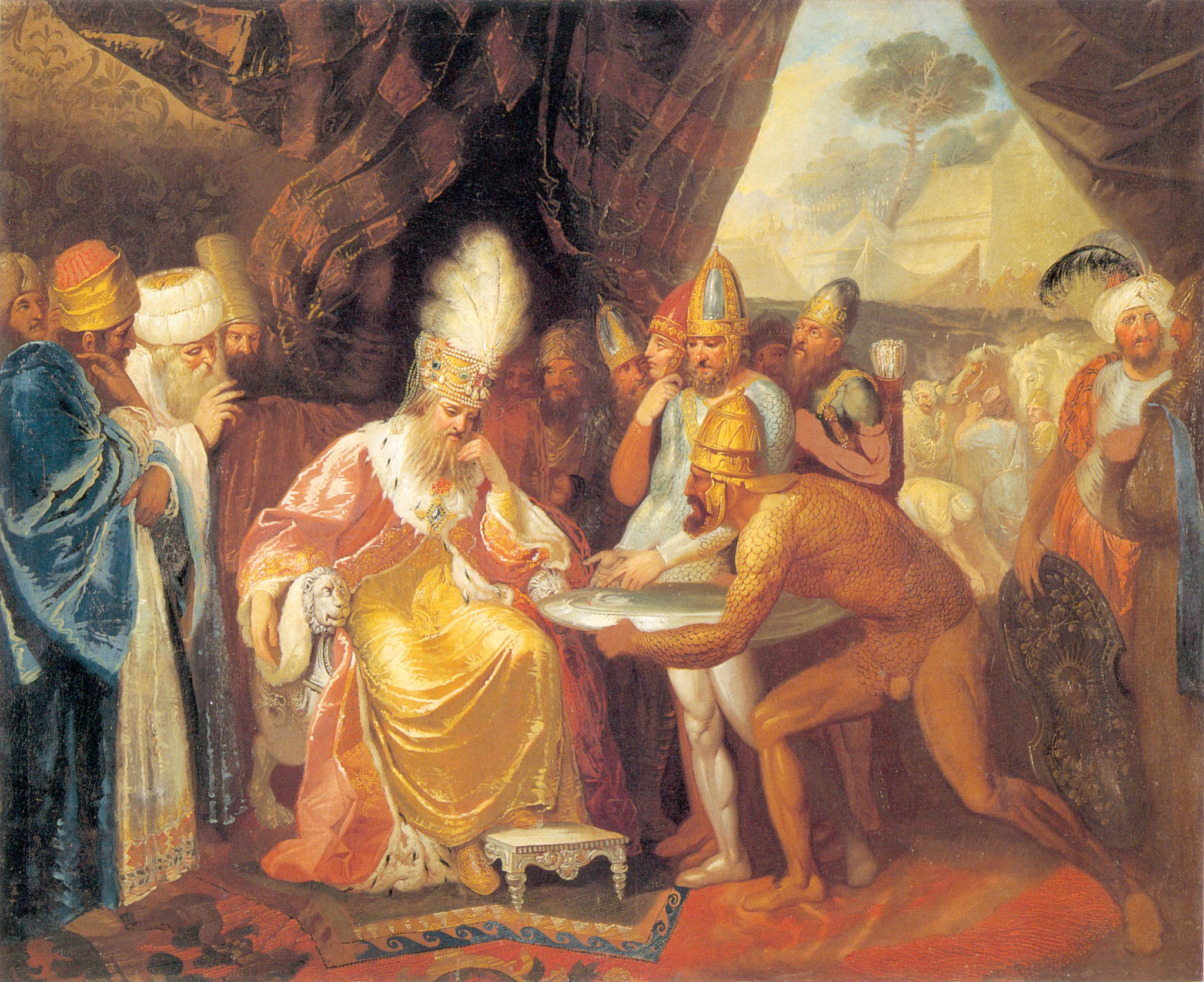
다리우스를 알현하는 스키타이인들, Franciszek Smuglewicz가 그린 상상화, 1785년작

그리스로 원정을 나가는 동안 다리우스는 수사와 이집트, 페르세폴리스에 건설 계획을 추진했다. 그는 현재의 자가지그에서 수에즈까지 이어지는 파라오의 운하를 건설하여 홍해와 나일강을 연결했다. 운하를 뚫기 위해 다리우스는 기원전 497년에 이집트로 이동하였는데, 그곳은 그의 즉위를 축하하기 위해 축제 분위기였다. 또한 다리우스는 홍해와 지중해를 연결하는 운하를 지었다. 이집트에서 그는 기념비를 세우고 배반의 혐의로 아리얀데스를 처형하였다. 다리우스가 파르사로 돌아갈 때 즈음에는 이집트의 법의 정비가 완료되었다.
게다가 다리우스는 수사와 바빌론, 이집트 그리고 페르세폴리스에서 계획되어 있는 대규모 공사들을 경제적으로 지원하였다. 다리우스가 세운 기념비는 간혹 페르시아의 표준어들로 새겨져 있는데, 그것들은 고대 페르시아어, 엘람어, 바빌론어 그리고 이집트 상형문자였다. 이 기념비를 세우기 위해 다리우스는 서로 다양한 국적을 가진 수많은 인부들과 장인들을 고용하였다. 이러한 노동자들 중 몇몇은 건설 계획을 위해 특별히 고용되었었던 추방자들이었다. 이들은 페르시아의 경제를 강화하였으며 그들이 원래 살고 있던 이웃 국가들과의 국제 관계를 개선하였다.
다리우스가 죽고 난 이후에도 건설 계획은 여전히 진행 중이었다. 크세르크세스는 이 사업들을 완수하였으며 몇몇의 경우에는 자신만의 새로운 건축물을 세우는 등 부친의 계획을 보다 확장하기도 하였다.
| 전임 캄비세스 2세 | 제3대 페르시아 제국 샤한샤 기원전 522년 - 기원전 485년 | 후임 크세르크세스 1세 |